# Француски Алпи
Француски Алпи делови су планинског ланца Алпа који се налази унутар Француске, у регионима Оверња-Рона-Алпи и Прованса-Алпи-Азурна обала. Док су неки од венаца француских Алпа у потпуности на територији Француске, други, као што је масив Монблана, Француска дели са Швајцарском и Италијом.
На 4.808 м , Монблан, на граници између Француске и Италије, највиша је планина у Алпима и међу западноевропским планинама.
Значајни градови на француским Алпима су Гренобл, Шамони, Анси, Шамбери, Евијан-ле-Бен и Албертвил .